# Václav Bedrich
Václav Bedřich född 28 augusti 1918, död 7 mars 2009, var en tjeckisk regissör av animerad film.

## Regi i urval
- 1976 - Uloupený obraz
- 1970 - Pokažená svatba
- 1967 - Poklad pana Arna (Herr Arnes penningar)
- 1958 - Modrý pondělek

## Manus i urval
- 1980 - Muž, který dovedl lítat
- 1976 - Kaštanka